# Irvington (Nowy Jork)
Irvington – wieś w Stanach Zjednoczonych, w stanie Nowy Jork, w hrabstwie Westchester.